# Meta (prefijo)
Meta (proveniente de la preposición griega y el prefijo meta- (μετά-) significa "después" o "más allá") es un prefijo usado en español para indicar un concepto que es una abstracción sobre otro concepto, usado para completar o añadir algo acerca de este último.

## Significado original en griego
En Grecia, el prefijo meta- es generalmente menos esotérico que en el inglés; En griego meta-  es igual que las palabras latinas post- o ad-. El uso del prefijo en este sentido da lugar ocasionalmente a términos derivados del griego. Por ejemplo: el término Metatheria (el nombre para la rama de mamíferos marsupiales) usa el prefijo meta- solamente para dar sentido a que Metatheria proviene de un clado árbol genealógico de los Theria (Los mamíferos placentarios).

## Epistemología
En epistemología, el prefijo meta es usado para referirse a algo en su propia categoría. Por ejemplo, los metadata son datos respecto a datos (metadatos de una imagen podrían ser quién la ha producido, cuándo, qué tipo de formato tiene, etc.). En una base de datos, metadata son también datos que dan información sobre los datos guardados en un diccionario, por ejemplo una tabla de nombres, tabla de propietarios, detalles sobre las columnas, etc. También, meta-memoria en psicología significa un conocimiento individual sobre si ellos recordarían o no algo si se concentraran en renombrarlo. El sentido moderno de «una X sobre X» ha dado lugar a conceptos como «metacognición» (cognición sobre la cognición), «meta emoción» (emoción sobre la emoción), «meta discusión» (discusión sobre la discusión), «meta humor» (humor sobre el humor) y «metaprogramación» (escribir programas para controlar programas).
En un sistema basado en reglas, una meta regla es un juego que gobierna la aplicación de otros juegos.

## Un alto nivel de abstracción
Cualquier meta que pueda ser nombrada para tener una meta teoría, una teórica consideración de sus propiedades, como lo es su fundación, metodología, forma y utilidad, debe estar sobre un alto nivel de abstracción. En lingüística, se considera que la gramática está expresada en un metalenguaje, lenguaje que opera en un alto nivel de orden para describir propiedades de un lenguaje plano (y no en sí mismo).

## Etimología
El prefijo viene de la preposición griega y prefijo meta- (μετά-), de μετά, que su significado es "después", "por un lado", "con", "entre" (con respecto a la preposición, algunos de estos significados fueron distinguidos por casos gramáticos). Otros significados incluyen "más allá", "contiguo" y "en sí mismo".  Esto también está comúnmente usado en la forma μητα- como un prefijo en griego, con variantes μετ- antes de vocales y μεθ- "met-" antes de vocales aspiradas.
La forma avalada más cercana del mundo es "meta" del griego micénico me-ta, escrito en Lineal B silábico script. La preposición griega está afín con la preposición del inglés antiguo mid "with", que aún se encuentra como un prefijo en midwife. Sus usos en inglés son el resultado de la derivación regresiva de la palabra "metafísica" . En su origen, "metafísica"  fue solo el título de uno de los principales trabajos de Aristóteles (por Andronicus de Rhodes); fue nombrado simplemente así porque en el orden tradicional de sus trabajos sobre Aristóteles, era el libro que se encontraba al lado del libro de Física. Esto no significa que el libro "Metafísica" venga del libro "Física".